# Flora (godin)
Flora was de Romeinse godin van de lente en de bloemen.
Ze werd vereerd in een zeer oud sacellum (kapel) op de Quirinalis door de flamen Florialis (wat nog maar eens wijst op de ouderdom van haar cultus). In Rome werden de uitbundige Floralia jaarlijks van 28 april tot 3 mei ter ere van Flora gehouden. In dezelfde periode houdt men het vijfjaarlijkse bloemenfestijn de Floralien in Gent. Naar haar werd later het plantkundige begrip flora genoemd.
Flora had - net zoals Pomona - een mannelijke tegenhanger, Florus in
Sabijns en Umbrisch gebied, wat echter niet uitsluit dat deze in oorsprong ook te Rome werd vereerd. Haar Griekse evenknie wordt Chloris genoemd.

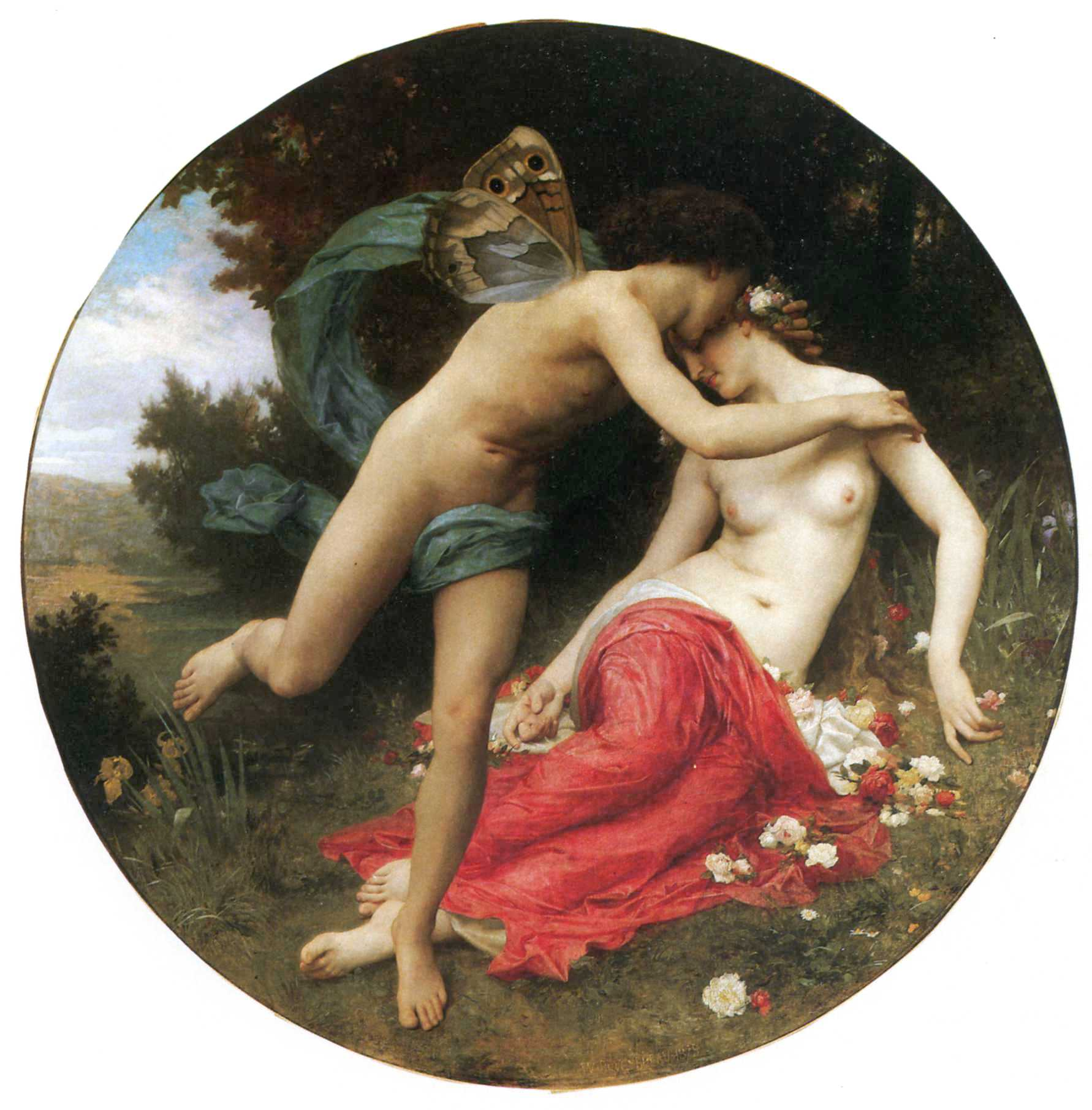
Flora en Zephyros, 1875

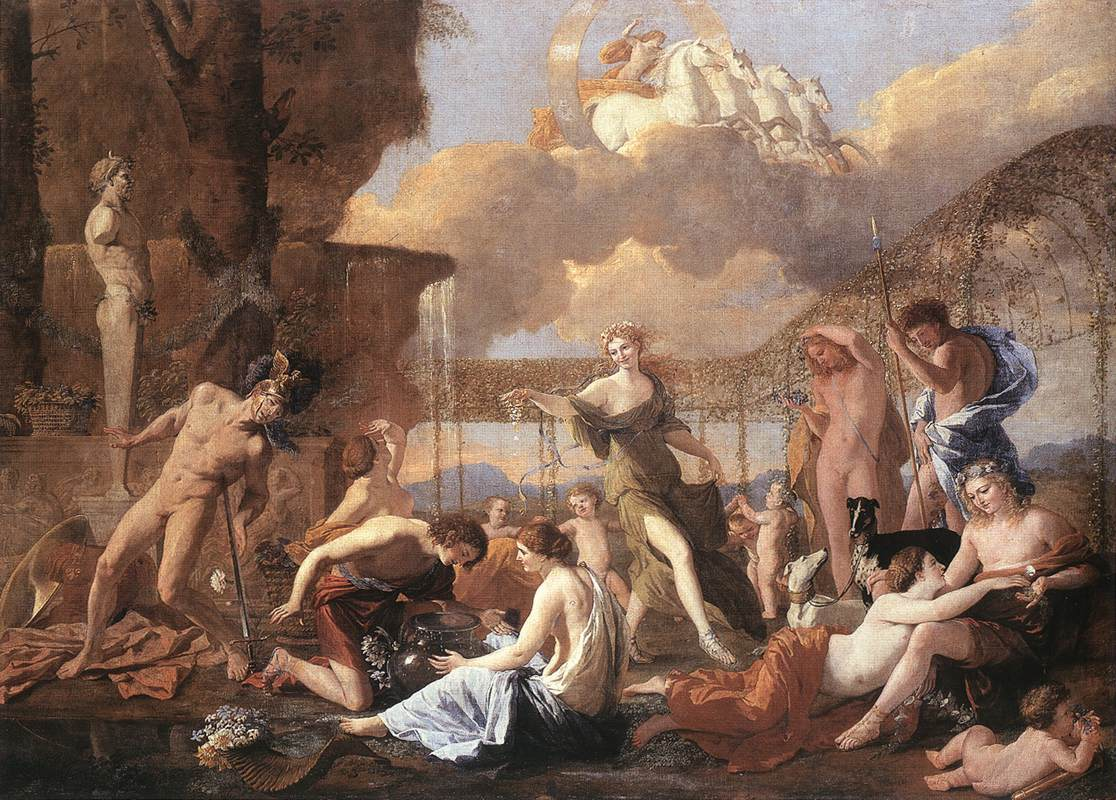
Het Rijk van Flora, Nicolas Poussin, 1631